# Franz Rietzsch
Franz Ferdinand Rietzsch (* 9. Juli 1839 in Hartmannsdorf bei Kirchberg; † 2. August 1912 in Dresden) war ein deutscher Mathematiker und Gymnasiallehrer.
Franz Rietzsch besuchte das Gymnasium in Zwickau und studierte von 1861 bis 1866 Mathematik und Physik in Leipzig und Göttingen. Nach der Reifeprüfung in Leipzig (30. April 1866) absolvierte er das Probejahr am Gymnasium in Zwickau und unterrichtete anschließend als Hilfslehrer Mathematik und Physik an der Kreuzschule in Dresden, von 1868 bis 1870 außerdem Latein und Griechisch am Freimaurerinstitut in Dresden-Friedrichstadt. 1869 wurde er an der Universität Jena mit der Arbeit Bewegung eines schweren Punctes auf einigen Rotationsoberflächen zum Dr. phil. promoviert. Am 1. November 1870 wurde er an der Kreuzschule zum Oberlehrer ernannt, am 13. November 1893 zum Gymnasialprofessor. Er verwaltete ehrenamtlich den sogenannten „Witwenfiskus“ der Kreuzschule, einer Stiftung, die Pensionen für die Witwen verstorbener Lehrer gewährte; außerdem gründete Rietzsch 1891 eine Stiftung zur Förderung hinterbliebener Töchter. Zur Vermehrung des Stiftungskapitals waren die Lehrer der Anstalt zu monatlichen Beiträgen angehalten.
Am 1. April 1901 trat Rietzsch in den Ruhestand. Er starb am 2. August 1912 im Alter von 73 Jahren. Franz Rietzsch hatte fünf Söhne, darunter der Arzt Walther Rietzsch (1870–1915), der Physiklehrer Arwed Rietzsch (1874–1934) und der Marineoffizier Georg Rietzsch (1880–1915).

## Schriften (Auswahl)
- Bewegung eines schweren Punctes auf einigen Rotationsoberflächen. Jena 1869 (Dissertation)
- Die Grundlagen der Lebens-, Aussteuer- und Altersrentenversicherung, gemeinverständlich dargestellt. Dresden 1883 (Schulprogramm)